# Andrzej Kaznowski
Andrzej Roman Kaznowski (ur. 23 grudnia 1935 w Gdyni, zm. 12 sierpnia 2023 w Gdańsku) – polski działacz partyjny i państwowy, ekonomista i dyplomata, w latach 1973–1977 prezydent Gdańska.

## Życiorys
Jedyne dziecko Wacława (pracownika Marynarki Wojennej) i Melanii z domu Ambrożewicz. Z początkiem II wojny światowej wysiedlony na terytorium Generalnego Gubernatorstwa, czas wojenny spędził w Warszawie, powracając do Gdyni na początku 1945. W 1953 zdał maturę w Technikum Finansowym w Sopocie. W latach 1962–1965 studiował w studium zawodowym administracji na Wydziale Prawa Uniwersytetu Mikołaja Kopernika w Toruniu, zaś w 1968 uzyskał tytuł magistra na Wydziale Prawa i Administracji Uniwersytetu im. Adama Mickiewicza w Poznaniu na podstawie pracy pt. Finansowanie produkcji eksportowej statków w Stoczni Gdańskiej im. Lenina. W latach 1953–1969 zatrudniony w placówkach Narodowego Banku Polskiego w województwie gdańskim, zajmował stanowiska inspektora, starszego inspektora, naczelnika wydziału w lęborskim wydziale oraz specjalisty ds. handlowych w gdańskim oddziale. Został przewodniczącym Związku Zawodowego Pracowników Państwowych i Społecznych przy oddziale wojewódzkim NBP w Gdańsku, prowadził też wykłady dla Polskiego Towarzystwa Ekonomicznego.
Od 1950 do 1956 należał do Związku Młodzieży Polskiej, w 1959 wstąpił do Polskiej Zjednoczonej Partii Robotniczej w Gdańsku. Został członkiem Komitetu Wojewódzkiego PZPR w Gdańsku: od 1969 do 1972 zastępca kierownika Wydziału Przemysłu i Budownictwa KW PZPR, potem do grudnia 1973 jego kierownik. Od 13 grudnia 1973 do 15 września 1977 sprawował funkcję prezydenta Gdańska (po rozdzieleniu funkcji włodarza miasta i przewodniczącego prezydium Miejskiej Rady Narodowej). W trakcie jego kadencji Gdańsk podpisał umowę partnerską z Bremą – była to pierwsza taka współpraca polskiego miasta z miastem z Republiki Federalnej Niemiec. W latach 1977–1982 attaché handlowy ds. gospodarki morskiej w ambasadzie w Pradze, następnie powrócił do Polski i do 1990 kierował gdańską delegaturą Najwyższej Izby Kontroli.
Od 1959 był żonaty z Marią (zm. 1999), z którą miał syna.

## Odznaczenia
Odznaczony między innymi Krzyżem Kawalerskim Orderu Odrodzenia Polski, Złotym Krzyżem Zasługi, Krzyżem „Za Zasługi dla Związku Harcerstwa Polskiego”, Złotym Medalem „Za zasługi dla Obronności Kraju”, Złotą Odznaką „Zasłużony dla Budownictwa i Przemysłu Materiałów Budowlanych”, a także portugalskim Orderem Infanta Henryka V klasy (1974). Otrzymał ponadto wyróżnienia Centralnego Związku Spółdzielni Budownictwa Mieszkaniowego, Polskiego Towarzystwa Ekonomicznego, a także odznaki „Zasłużony Działacz Ligi Ochrony Kraju”, „Za zasługi dla Gdańska”, „Zasłużonym Ziemi Gdańskiej”, „Zasłużonym Ziemi Wejherowskiej” oraz „Zasłużony Działacz Żeglarstwa Polskiego”. W 1975 został honorowym obywatelem Omahy w Stanach Zjednoczonych.